# Mittelplatonismus
Mittelplatonismus ist eine moderne, von Karl Praechter eingeführte Bezeichnung für eine Entwicklungsphase des Platonismus, die im 1. Jahrhundert v. Chr. begann und bis zum späten 3. Jahrhundert dauerte. Der Mittelplatonismus wurde vom Neuplatonismus abgelöst.

## Historischer Überblick
Die von Platon gegründete Philosophenschule in Athen, die Platonische Akademie, fiel den Wirren des Ersten Mithridatischen Krieges zum Opfer; spätestens im Jahr 86 v. Chr., als die Truppen des römischen Feldherrn Sulla Athen eroberten, wurde der Unterricht eingestellt. Der letzte Leiter (Scholarch) der Akademie, Philon von Larisa, war schon 88 v. Chr. nach Rom geflohen. Mit seinem Tod (84/83 v. Chr.) endete in der Geschichte des Platonismus die Epoche der vom Skeptizismus geprägten „Jüngeren Akademie“. Die Skeptiker hatten die Möglichkeit gesicherter Wirklichkeitserkenntnis bestritten und stattdessen abgestufte Wahrscheinlichkeitsannahmen eingeführt (Probabilismus). Philons ehemaliger Schüler Antiochos von Askalon († wohl 68 v. Chr.) verwarf den Skeptizismus, den er für unplatonisch hielt. Er gründete eine eigene Schule, die er in programmatischer Anknüpfung an die Zeit vor der Einführung des Skeptizismus „Alte Akademie“ nannte. Mit dieser Rückkehr zum erkenntnistheoretischen Konzept der „Älteren“ oder „Alten“ Akademie, einer von den Skeptikern der „Jüngeren Akademie“ bekämpften Auffassung, begann eine neue philosophiegeschichtliche Phase. Nun herrschte wieder die Überzeugung, es gebe ein gesichertes Wissen, eine Wahrheit, die als solche philosophisch erkennbar und lehrbar sei („Dogmatismus“).
Die von Antiochos gegründete Schule stellte anscheinend beim Tod seines Bruders und Nachfolgers Aristos von Askalon († 46/45 v. Chr.) den Betrieb ein. Fortan gab es keine Institution mehr, die den Anspruch erhob, die Tradition der Platonischen Akademie fortzusetzen.
Hinsichtlich der Frage, welcher Einschnitt den Beginn des Mittelplatonismus markiert, gehen in der Forschung die Ansichten auseinander. Manche Altertumswissenschaftler meinen, mit dem Ende der akademischen Skepsis und der Rückkehr des Antiochos zum Dogmatismus habe die Epoche des Mittelplatonismus begonnen, Antiochos und seine Schüler seien somit Mittelplatoniker gewesen. Andere Forscher zählen die Schule des Antiochos nicht zum Mittelplatonismus, sondern lassen diesen erst um die Mitte oder in der zweiten Hälfte des 1. Jahrhunderts v. Chr. mit Eudoros von Alexandria beginnen. Für diese Auffassung spricht, dass Antiochos zwar im Konflikt mit den Skeptikern als Erneuerer der Tradition der ursprünglichen Akademie Platons auftrat, aber unter dem Einfluss der Stoa auf die platonische Transzendenzlehre, einen zentralen Bestandteil des Platonismus, verzichtete. Daher ist es problematisch, ihn zu den Mittelplatonikern zu zählen, denn für den Mittelplatonismus ist die Rückbesinnung auf die Transzendenzlehre charakteristisch. Nach der Einschätzung von Willy Theiler ist Antiochos ebenso wie die kaiserzeitlichen Mittelplatoniker als „Vorneuplatoniker“ anzusehen; sie alle hätten den Neuplatonismus „vorbereitet“.
Die heute als „Mittelplatoniker“ bezeichneten Philosophen hatten kein allgemein anerkanntes Zentrum, wie es vor der römischen Eroberung Athens die Akademie gewesen war. Zwar entstanden Schülerkreise einzelner Lehrer, doch bildeten die Mittelplatoniker nicht wie früher die Akademiker eine organisierte Gemeinschaft. Sie hatten nur ihr Bekenntnis zur Lehre Platons, die sie unterschiedlich deuteten, gemeinsam. Wegen dieses diffusen, heterogenen Charakters der Platon-Rezeption halten manche Forscher den Begriff „Mittelplatonismus“ für fragwürdig, da er mehr Einheitlichkeit der Lehre suggeriert, als tatsächlich bestand. Die Beibehaltung des etablierten Begriffs als Bezeichnung für eine Zeit, nicht für eine bestimmte Richtung mit spezifischen Lehrmeinungen, befürwortet Pierluigi Donini.
Das Zeitalter des Mittelplatonismus umfasst die Endphase des Hellenismus und die Epoche des römischen Prinzipats. In dieser Zeit wurde Philosophie in allen größeren Städten des Römischen Reichs gelehrt, mancherorts wurde der Unterricht mit öffentlichen Mitteln gefördert. Ein Hauptanliegen der Mittelplatoniker war die sorgfältige Auslegung der Werke Platons im Rahmen des Schulunterrichts. Das Wissen wurde in erster Linie mündlich vermittelt. Das reichhaltige Schrifttum der Platoniker erwuchs aus dem Unterrichtsbetrieb und diente gewöhnlich didaktischen Zwecken. Es bestand großenteils aus Kommentaren zu den Dialogen Platons sowie einführenden Schriften und handbuchartigen Darstellungen. Hinzu kamen Lebensbeschreibungen Platons, Platon-Lexika und Abhandlungen zu Einzelthemen.
Der philosophisch einflussreichste Mittelplatoniker war der berühmte Schriftsteller Plutarch, der im 1. und 2. Jahrhundert n. Chr. lebte. Weitere namhafte Mittelplatoniker waren:
- im 1. Jahrhundert v. Chr. Eudoros von Alexandria, den manche Forscher für den Initiator des Mittelplatonismus halten,[8] und der Platon-Ausleger Derkylides
- im 1. Jahrhundert n. Chr. Thrasyllos, der den Kaiser Tiberius beriet, und Plutarchs aus Ägypten stammender Lehrer Ammonios
- im 2. Jahrhundert die Philosophielehrer Albinos, Attikos, Gaios, Lukios Kalbenos Tauros und Numenios, der Polemiker Kelsos, der Schriftsteller Apuleius,[9] der Redner Maximos von Tyros und der Mathematiker und Astronom Theon von Smyrna
- im 3. Jahrhundert der berühmte Gelehrte Longinos († 272), der den damals schon aufblühenden Neuplatonismus kannte, aber sich ihm nicht anschloss.

Als Lehrbuchautor trat Alkinoos hervor, dessen Lebenszeit schwer zu datieren ist, ebenso wie die des Severos und des Mathematikers und Musiktheoretikers Nikomachos von Gerasa. Ammonios Sakkas († 242/243), der Lehrer Plotins, und sein Schüler Origenes waren in der Phase des Übergangs vom Mittel- zum Neuplatonismus tätig.
Alle Mittelplatoniker mit Ausnahme des lateinisch schreibenden Apuleius bedienten sich der griechischen Sprache.
Im 3. Jahrhundert begründete Plotin († 270) den Neuplatonismus, der in der Spätantike zur vorherrschenden philosophischen Strömung wurde. Die neuplatonische Lehre wurde ab 244 in Rom ausgeformt. In Mittelplatonikerkreisen Griechenlands stieß Plotins Philosophie zunächst auf Ablehnung, doch ab dem späten 3. und frühen 4. Jahrhundert konnte sich der Neuplatonismus allgemein durchsetzen. Zwar existierten die Begriffe „Mittelplatonismus“ und „Neuplatonismus“ in der Antike noch nicht, doch waren sich die Neuplatoniker der Zäsur zwischen Mittel- und Neuplatonismus bewusst, denn sie unterschieden zwischen den „alten“ (mittelplatonischen) und den „neuen“ (neuplatonischen) Auslegern der Lehre Platons.

## Lehrmeinungen
In der Älteren Akademie galt Platons Lehre nicht als in jeder Hinsicht vollkommen und verbindlich; Platons Schüler Speusippos, sein Nachfolger als Leiter der Akademie, scheute nicht davor zurück, ihm in zentralen Fragen zu widersprechen. Bei den Mittelplatonikern hingegen herrschte die Überzeugung, Platons Philosophie sei göttlich inspiriert und makellos. Allerdings sei sie nicht ohne weiteres verständlich, denn Platon habe sich rätselhaft ausgedrückt. Er habe die Wahrheit absichtlich in seinen Texten versteckt und ihre Enthüllung bedürfe einer besonderen Bemühung des Lesers. Unter Platons Dialogen war der Timaios derjenige, mit dem sich die Mittelplatoniker am intensivsten befassten.